# Asterix indta'r Rom
Asterix indta'r Rom (Les douze travaux d'Astérix) er den tredje tegnefilm med Asterix og lanceret af Idefix Studios i 1976.
I modsætning til de øvrige Asterix-tegnefilm er Asterix indta'r Rom ikke baseret på noget album. Til gengæld dannede den selv grundlag for en tegneserie begået af Albert Uderzos bror Marcel Uderzo. Denne er ikke udgivet i albumform på dansk, men er udgivet som føljeton i Seriemagasinet nr. 301-302.

## Plot
Endnu en gang slået til plukfisk af gallerne konkluderer de romerske legioner, at gallerne ikke er mennesker men guder, der er imod dem. Det tror Cæsar ikke på men vælger alligevel at afgøre sagen en gang for alle med et væddemål: Hvis gallerne kan klare en moderne udgave af Herkules tolv kraftprøver, falder Rom for dem. Men hvis det slår fejl blot en eneste gang, bliver de alle slaver i Rom. Gallerne slår til, og guidet og kontrolleret af den tro romer Tulius Pussenus går Asterix og Obelix i gang med prøverne.

### De tolv prøver
1. Løbe hurtigere end Merinos, den olympiske mester fra Marathon: Hjulpet af trylledrikken er Asterix i stand til nemt at holde trit med Merinos, der, i frustration over at konstant blive indhentet af galleren, presser sig selv til sit yderste, hvilket fører til at han sprænger lydmuren og kolliderer med et æbletræ. Hans skadede næse svulmer op, og Obelix kommenterer på dens lighed med en gallers, imens Asterix hjælper ham over målinjen.
2. Kaste et spyd længere end perseren Palaver, hvis "spyd går over land og by og bølgetop."
3. Overvinde venderen Judoka, en judokæmper.
4. Krydse en sø og navnlig komme forbi præstinderne på Lyksalighedens ø: Draget af de smukke sirener der bor på øen, bliver Asterix og Obelix distraheret fra sine opgave, og tilbringer lang tid på øen og dens forlystelser, men Obelix kommer hurtigt til sig selv, da han finder ud af, at der ikke er nogen vildsvin at spise på øen. Forarget erklærer han, at der ikke kan være tale om lyksalighed uden vildsvinssteg, og han forlader øen sammen med Asterix.
5. Modstå det uudholdelige hypnotiserende blik fra Iris, den egyptiske troldmand.
6. Spise op til sidste ret hos jætternes kok Mannekenpix hvis menu endnu ingen er kommet igennem.
7. Trænge ind i uhyrets hule hvor mystiske ting sker, og som ingen nogensinde er kommet ud fra.
8. Hente attest nr. 117 i et hus fuld af bureaukrater: Bureaukraterne er yderst uhjælpsomme, og sender Asterix og Obelix fra skranke til skranke og etage til etage, efter forskellige formularer og attester. Obelix bliver næsten drevet til vandvid i processen, men Asterix overlister til sidst bureaukraterne ved at bede om attest nr. 118, der ikke eksisterer. Bureaukraterne er dog ikke klar over at attest nr. 118 er opdigtet, og ender derfor med desperat at søge efter den, hvilket ender med at skabe totalt kaos i bureaukratiet. Bureaukraternes overhoved giver derfor Asterix attest nr. 117 bare for at slippe af med ham.
9. Krydse en kløft på en usynlig tråd med krokodiller nedenunder.
10. Bestige et bjerg og besvare et spørgsmål fra Den gamle mand på toppen.
11. Tilbringe et nat på Gengangersletten hvor hedengangne romerske legioner spøger.
12. Overvinde gladiatorer og vilddyr i Circus Maximus.

## Franske stemmer
- Roger Carel – Asterix
- Pierre Tornade – Obelix
- Henri Labussière – Miraculix
- Jacques Morel – Majestix
- Jean Martinelli – Julius Cæsar
- Bernard Lavalette – Tulius Pussenus
- Roger Lumont – Cilindric
- Stéphane Steeman – Mannekenpix
- Henri Labussière – Portner
- Micheline Dax – Præstinde
- Jacques Hilling – Centurion
- Pierre Tchernia – Fortæller

## Danske stemmer
- Ove Sprogøe – Asterix
- Dirch Passer – Obelix
- Preben Kaas
- Ulf Pilgaard - Fortæller/Mannekenpix
- Jesper Klein - Gaius Pussenus/Vænderen Jodoka/Miraculix
- Holger Munk Andersen
- Otto Brandenburg - Skelet der spørger efter billet/Kraniet/Legionær der siger "De er ikke mennesker"/Portner
- Torben Hundahl
- Peter Kitter
- Susanne Bruun-Koppel - Præstinde 1
- Martin Miehe-Renard
- Ann-Mari Max Hansen - Ypperstepræstinde
- Vera Gebuhr - Godemine (Høvdingens kone)/Kontorassistent A
- Lars Knutzon
- Lisbet Lundquist
- Tommy Kenter
- Henrik Thomsen